# Psychotria juarezana
Psychotria juarezana är en måreväxtart som beskrevs av Charlotte M. Taylor och David H. Lorence. Psychotria juarezana ingår i släktet Psychotria och familjen måreväxter. Inga underarter finns listade i Catalogue of Life.